# Basílica de Nossa Senhora de Genebra
46° 12′ 31″ N, 6° 08′ 31″ L
A Basílica Nossa Senhora de Genebra (Basilique Notre-Dame de Genève em Fr), é o principal santuário católico de Genebra, na Suíça, visto que a Catedral de São Pedro foi transformada em templo protestante em 1535.
A basílica é uma paragem importante para os peregrinos que se dirigem a São Tiago de Compostela, pois que ela marca, de uma certa maneira, o princípio da via Gebennensis, que se prolonga a partir du Puy-en-Velay em via Podiensis.

## Nossa Senhora de Genebra
Objeto de uma grande veneração, a estátua de "l'Immaculée" (A Imaculada), foi ofertada aos católicos de Genève pelo Papa Pio IX em 1937. A estátua atualmente pode ser vista na capela central.

## Datas importantes
A igreja de Nossa Senhora foi construída entre 1852 e 1857 no local de um antigo bastião de uma fortificação. Edifício neo-gótico, cujo aspecto é em parte inspirado na catedral de Beauvais, foi edificado depois de um acordo com a Cidade de Genebra que forneceu o terreno e aos dãos e trabalho manual fornecido pela comunidade católica genebrina.
A sua consagração teve lugar a 4 de Outubro de 1857. Com a chegada ao poder do governo anticlerical, a Igreja é ocupada em 5 de Junho de 1875 e o seu vicário expulso da Suíça. Estes factos provocam como reacção um maior apego dos católicos à sua igreja. 
Foi elevado a grão de basílica menor por Pio XII, nomeação feita a 5 de Dezembro de 1954 pelo Bispo diocesano.

## Galeria

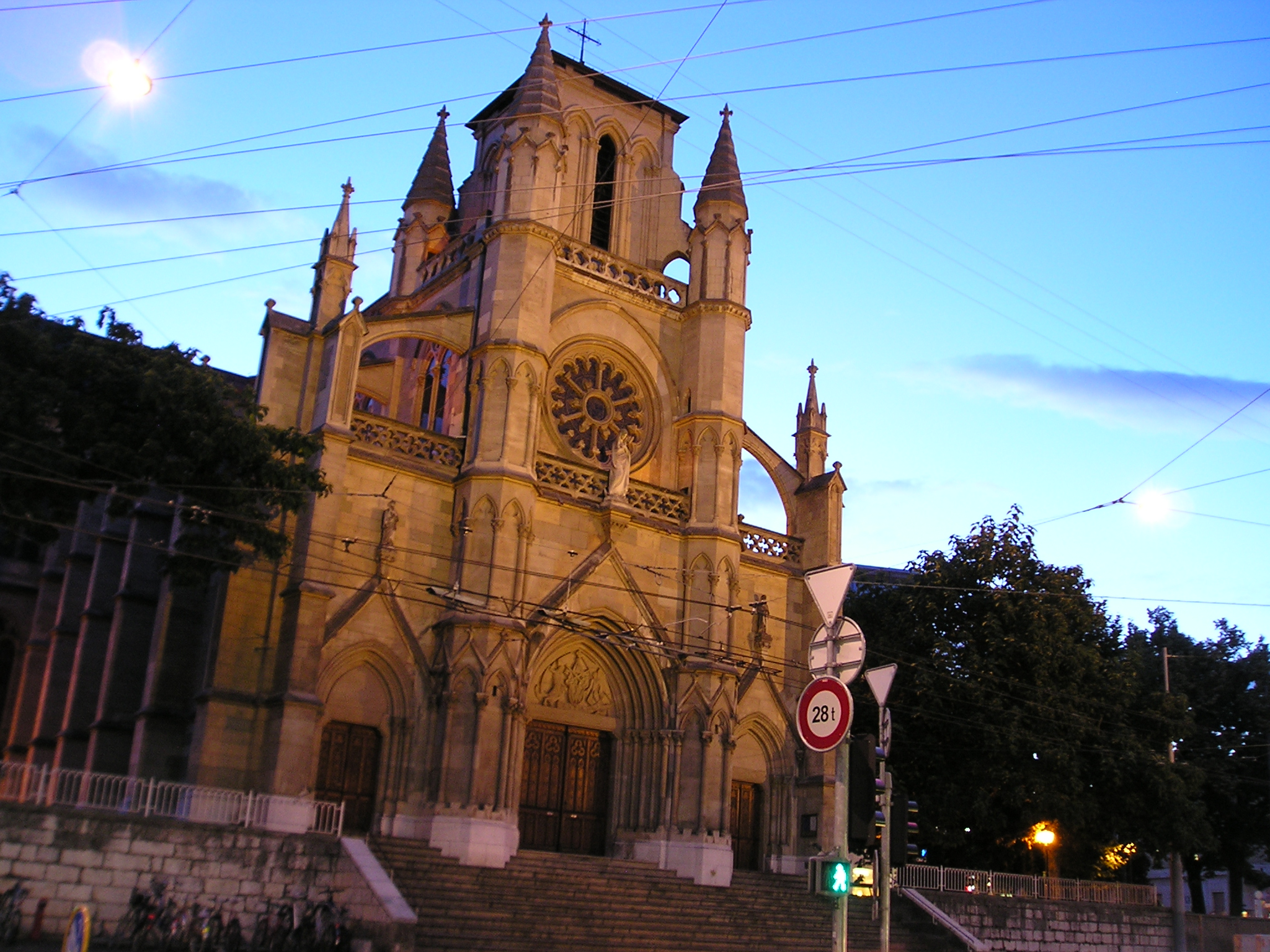
Façade
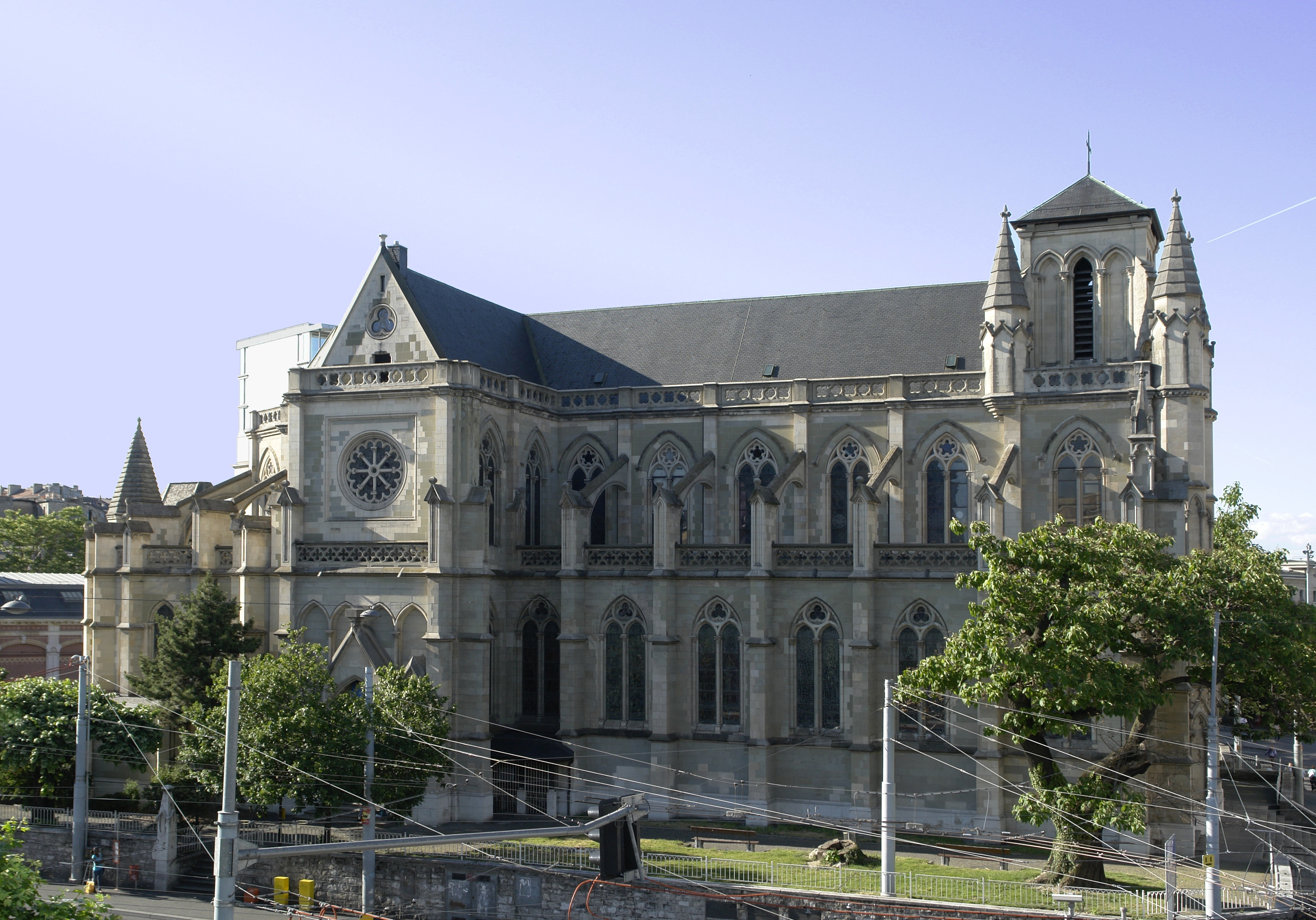
Côté Place
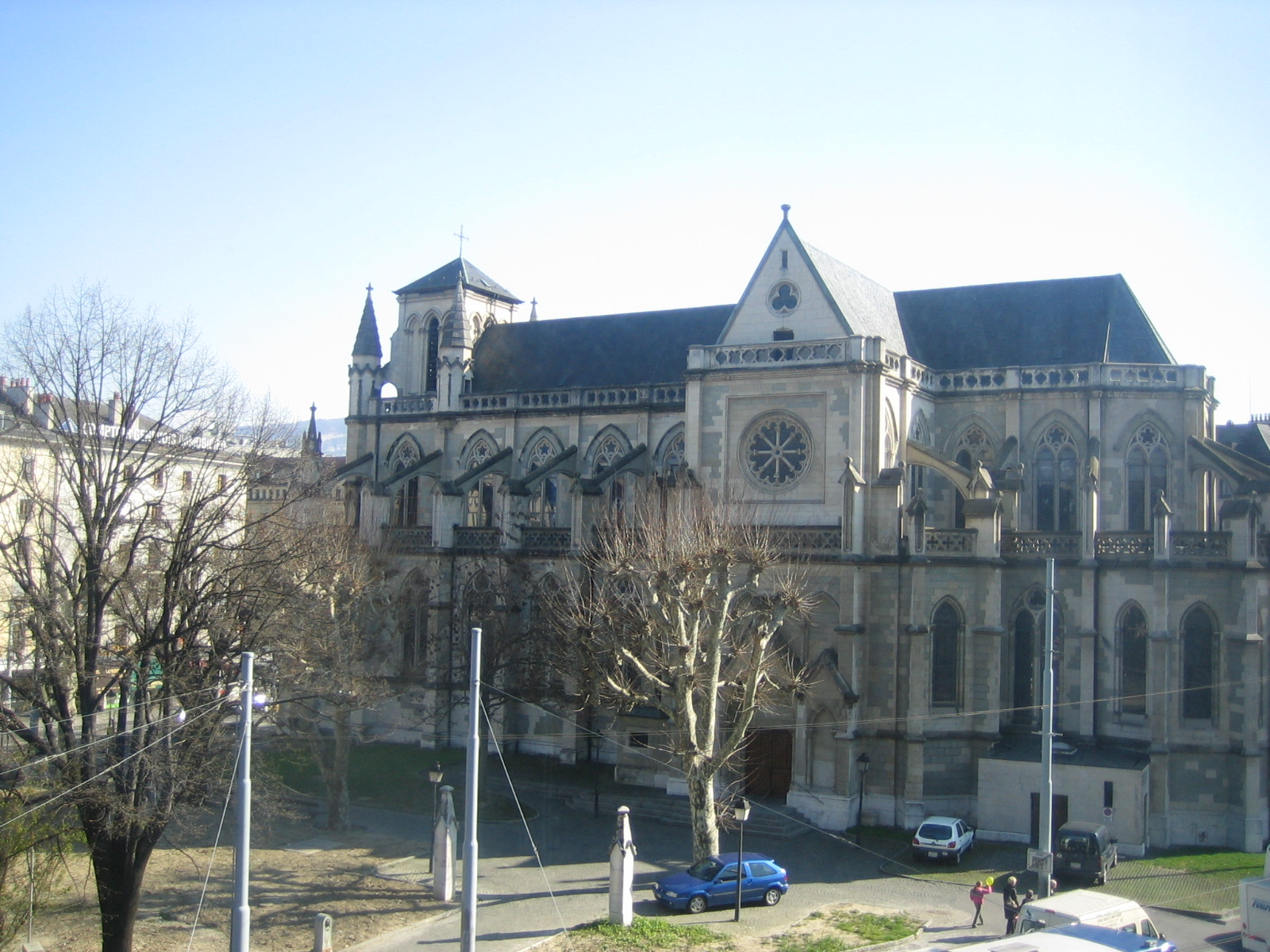
Côté gare
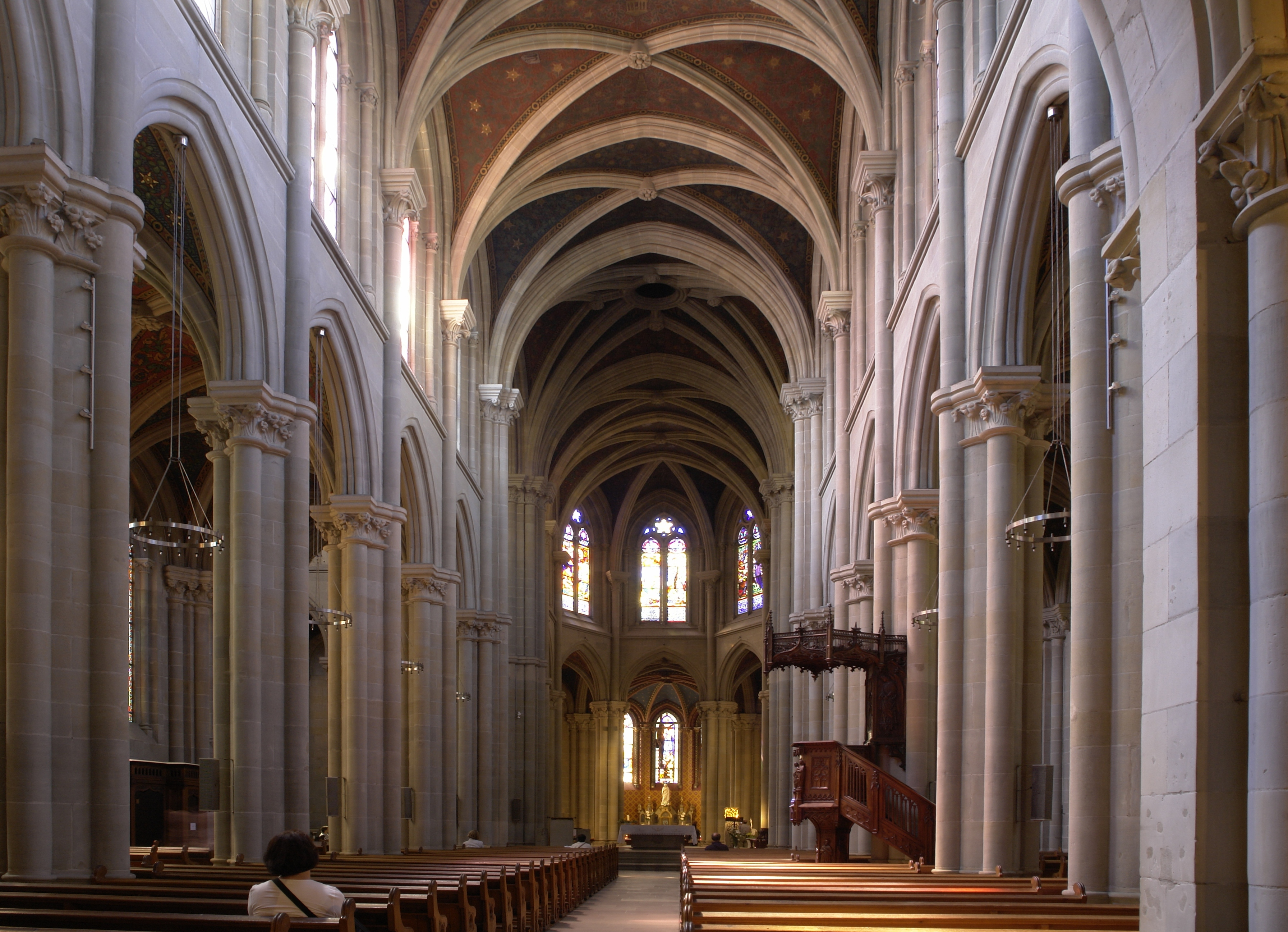
Nef
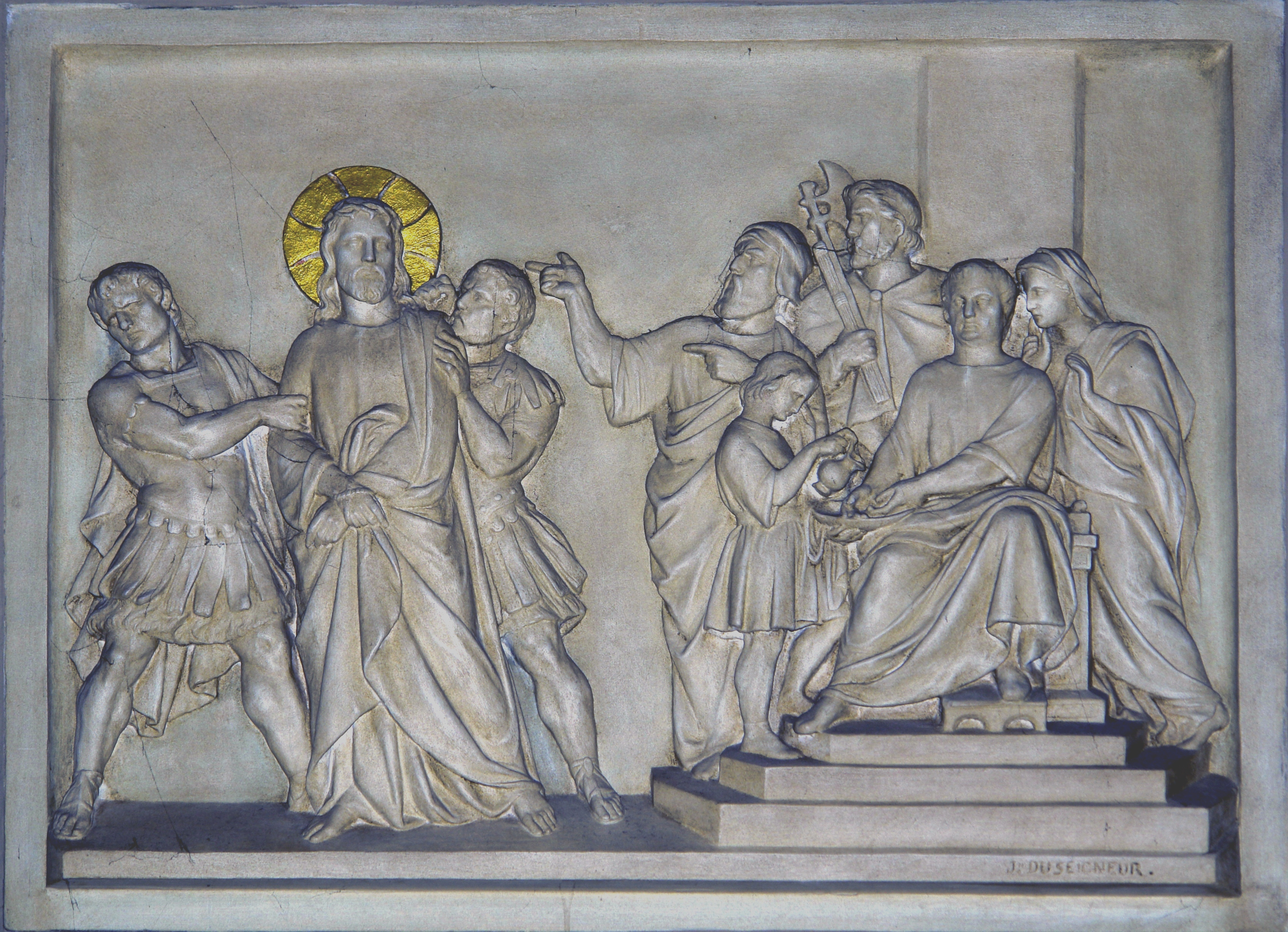
Chemin de croix
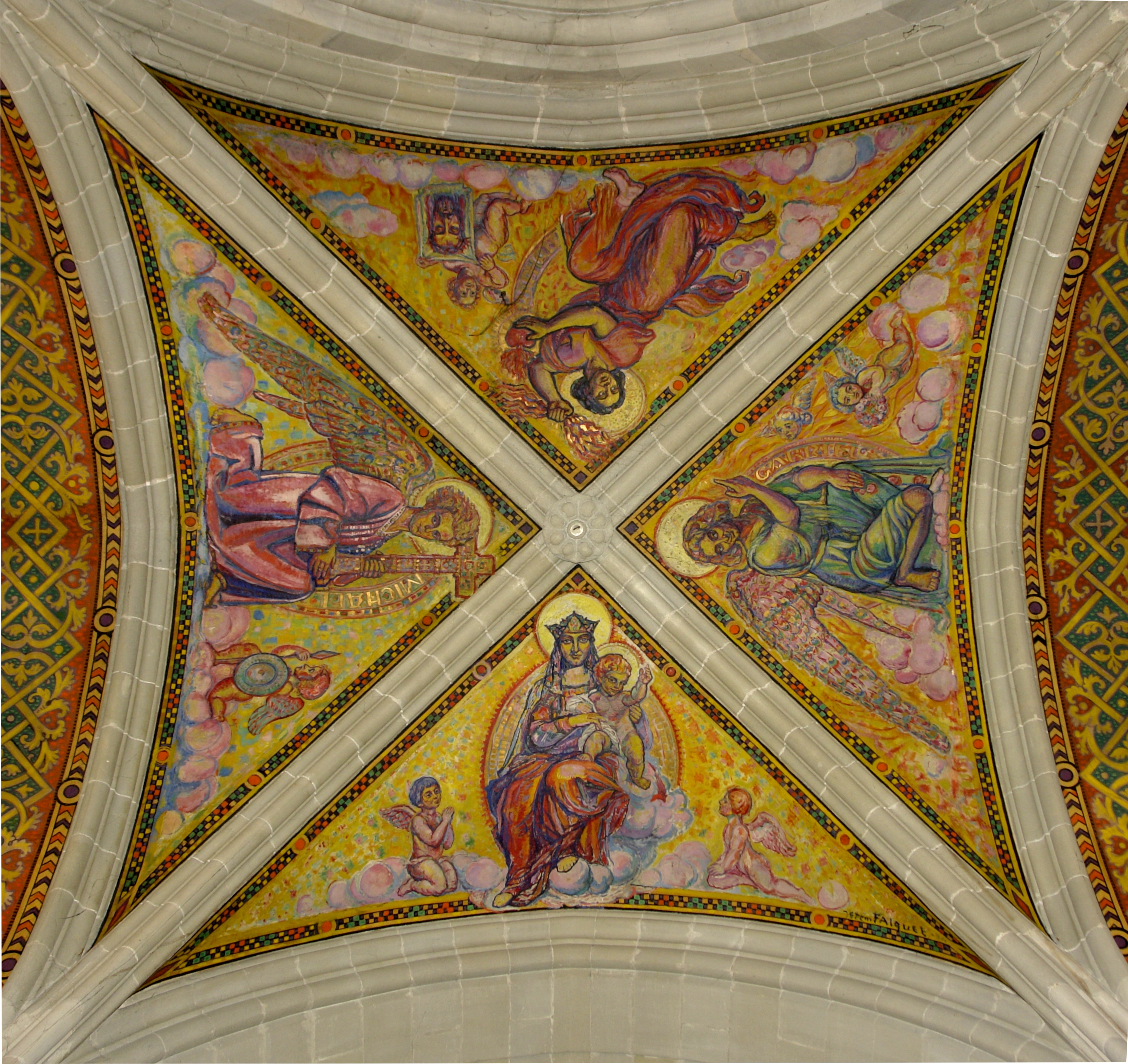
Plafond de l'entrée
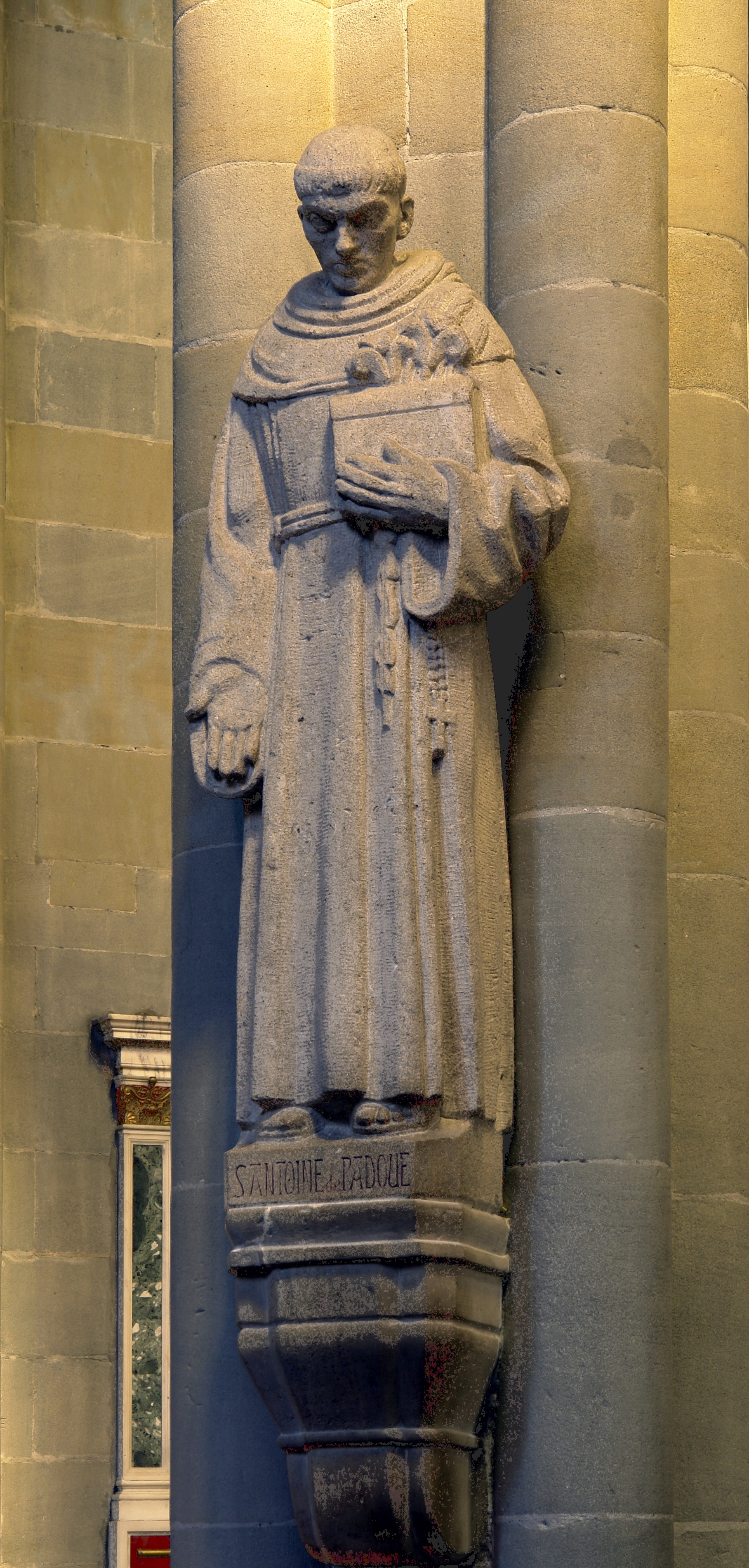
Santo Antônio de Pádua
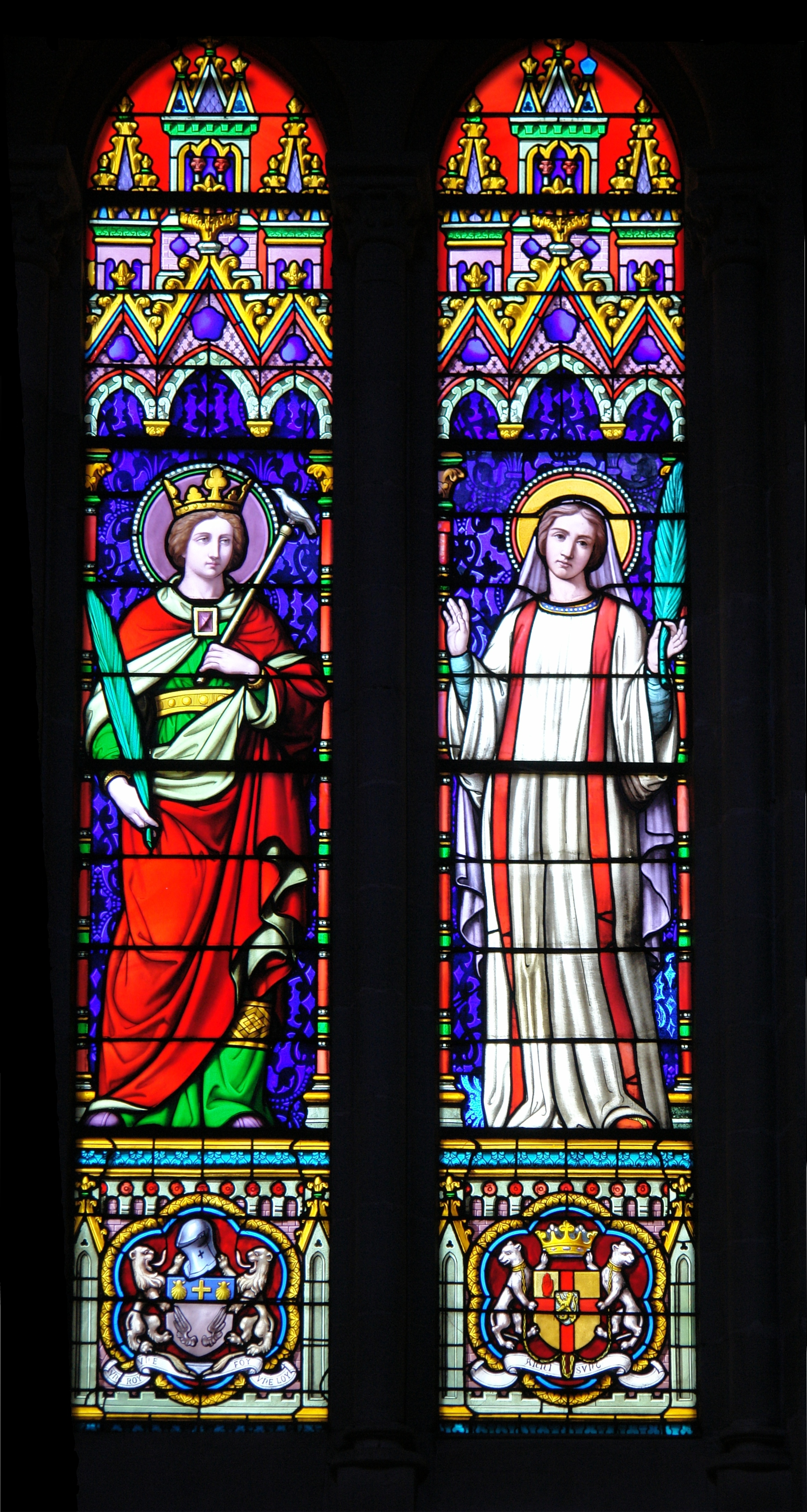
Vitral

### Mapa
- «Em GoogleMaps». entrar: Basilique Notre-Dame de Genève, Rue Argand, Genève, Suisse